# イサーク・ロメロ
イサーク・ロメロ・ベルナル（Isaac Romero Bernal、2000年5月18日 - ）は、スペイン・アンダルシア州レブリハ出身のサッカー選手。セビージャFC所属。ポジションはFW。

## クラブ経歴
アンダルシア州のレブリハに生まれ、2017年にアマチュアクラブであるCAアントニアーノでキャリアをスタートさせた。2019年7月8日、セビージャFCへ移籍し、Cチームへ登録された。
その後Bチームでプロとしての経験を積むと、Bチームでの活躍が評価され、2023-24シーズンの1月11日、背番号20番を着用してトップチームへの昇格が決定した。5日後の1月16日、コパ・デル・レイのヘタフェCF戦にてトップチーム初ゴールを挙げた。